# Debí tirar más fotos
Debí tirar más fotos (in italiano: "avrei dovuto scattare più foto") è il sesto album in studio da solista del rapper portoricano Bad Bunny, pubblicato il 5 gennaio 2025 dalla Rimas Entertainment.

## Antefatti
Il 13 ottobre 2023 il rapper ha pubblicato il suo quinto album in studio Nadie sabe lo que va a pasar mañana, ricevendo giudizi eccellenti da parte della critica, debuttando alla prima posizione della Billboard 200 statunitense. L'album è stato promosso anche da un tour, il Most Wanted Tour, con 49 date tra gli Stati Uniti, Canada e Porto Rico, che ha registrato il tutto esaurito e infranto diversi record.
Anticipando il progetto discografico con i singoli El clúb e Pitorro de coco, il 26 dicembre 2024 Bad Bunny ha annunciato il suo sesto album in studio, ufficializzando Debí tirar más fotos come titolo dell'album e confermando il 5 gennaio successivo come data di pubblicazione. In seguito, l'artista ha dichiarato che la scelta del titolo deriva dal fatto che in precedenza odiava farsi fotografare, ma col tempo ci si è dovuto abituare, spiegando che l'idea alla base è "godersi il momento quando possibile e dare valore ai ricordi".

## Descrizione
Debí tirar más fotos è un album principalmente raggaeton che incorpora diversi generi musicali appartenenti alla tradizione musicale portoricana, tra cui jíbaro, plena e salsa. La produzione dell'album è stata curata dai collaboratori abituali di Bad Bunny, tra cui Tainy, La Paciencia e MAG, ai quali si sono aggiunti nuovi produttori come Big Jay e Saox.
La prima traccia dell'album, Nuevayol, contiene un campionamento del brano Un verano en Nueva York di Andy Montañez e El Gran Combo de Puerto Rico, per poi trasformarsi in una fusione di raggaeton e ritmi dembow, similmente a quanto realizzato con il suo precedente successo del 2022 Tití me preguntó. Durante un'intervista al New York Times, Bad Bunny ha dichiarato che Nuevayol è stata una delle prime canzoni dell'album ad essere stata composta, sottolineando come rappresenti l'importanza culturale e storica dei Nuyoricani, ovvero i portoricani residenti a New York. L'artista ha poi aggiunto che la traccia è stata posizionata in apertura all'album in quanto New York rappresenta il punto d'incontro per tutta la comunità portoricana.
La terza traccia, Baile inolvidable, è descritta come un "successore spirituale" di Después de la playa dell'album Un verano sin ti e include un'orchestra di salsa dal vivo composta da studenti della Escuela Libre de Música di San Juan. Il brano El clúb, invece, incorpora il genere house alla musica plena, mentre la traccia Turista è un bolero latino americano dal ritmo lento. Anche la canzone Lo que le pasó a Hawaii, per esempio, fonde il genere synth pop al jíbaro portoricano.

## Promozione e pubblicazione
Il 5 dicembre 2024 Bad Bunny pubblica il brano El clúb come primo estratto dall'album. Il 25 dicembre successivo, l'artista pubblica un tweet su X con una lista di 17 canzoni tutte indicate con il titolo BOMBA. La stessa tattica era stata già utilizzata per anticipare la lista delle tracce dell'album Nadie sabe lo que va a pasar mañana. L'album è stato ufficialmente annunciato il giorno seguente, contestualmente alla pubblicazione del secondo singolo estratto Pitorro de coco. I titolo delle tracce dell'album sono state rivelate il 3 gennaio 2025, attraverso un cortometraggio pubblicato da Bad Bunny su YouTube, co-diretto dallo stesso artista e che vede la partecipazione dell'attore e regista portoricano Jacobo Morales.
L'album è stato pubblicato il 5 gennaio 2025, pensato come "un regalo ai fan" dallo stesso Bad Bunny. Il 13 gennaio seguente, il rapper è stato co-conduttore del The Tonight Show Starring Jimmy Fallon, dove si è anche esibito con il brano Voy a llevarte pa' pr, appartenente all'album appena pubblicato. Lo stesso giorno annuncia un residency show di 30 date, intitolato No me quiero ir de aquí, che si terrà da luglio a metà settembre presso il Coliseo de Puerto Rico José Miguel Agrelot di San Juan, anticipando anche la possibilità che prenderà parte a un tour mondiale con tappe in America latina, Europa e Asia.

### Copertina
La copertina di Debí tirar más fotos è stata svelata il 3 gennaio 2025. L'immagine raffigura due sedie monoblocco posizionate su un prato spoglio con alcuni banani sullo sfondo. Secondo un'interpretazione di Bianca Betancourt di Harper's Bazaar, la copertina è pensata per essere in sintonia sia con i portoricani che vivono negli Stati Uniti sia con quelli che abitano sull'isola.

## Accoglienza
| Recensione    | Giudizio |
| ------------- | -------- |
| NME           |          |
| Pitchfork     | 8,8/10   |
| Rolling Stone |          |
| PopMatters    | 9/10     |
| Clash         | 8/10     |
| AllMusic      |          |

Debí tirar más fotos è stato accolto positivamente dalla critica specializzata. Su Metacritic, sito che assegna un punteggio normalizzato su 100 in base a critiche selezionate, l'album ha ottenuto un punteggio medio di 95 basato su otto recensioni professionali. Sul sito AnyDecentMusic?, invece, l'album ha ottenuto un punteggio di 8,7 su 10.
Assegnando un punteggio di 5 stelle, Maya Georgi di Rolling Stone ha definito l'album "autentico, esuberante, fresco", concludendo la recensione affermando che: "In Nadie sabe diceva di essere nel suo momento migliore. Ora, con Debí tirar más fotos, è chiaro che lo è davvero". Lucas Villa di NME, invece, ha elogiato l'album per aver "rivoluzionato la musica folk di Porto Rico", unendo sonorità nostalgiche legate all'infanzia di Bad Bunny con una produzione moderna.
La critica ha elogiato l'album anche per il modo in cui il rapper ha affrontato tematiche politiche. Tatiana Lee Rodriguez di Pitchfork ha apprezzato la narrazione della lotta di Porto Rico per la sovranità, definendola "radicata nei secoli di colonizzazione prima, e americana poi". Scrivendo per AllMusic, David Crone ha descritto Debí tirar más fotos come un "trionfo portoricano". In una recensione positiva, Robin Murray di Clash ha definito l'album "una lettera d’amore alle radici [di Bad Bunny]", aggiungendo che è "potente e personale".
Inoltre, Reanna Cruz di Pitchfork ha definito il brano Lo que le pasó a Hawaii come il miglior brano dell'album. La canzone ha tuttavia ricevuto recensioni negative dagli Estadistas, il movimento politico che aspira a far diventare Porto Rico uno stato degli Stati Uniti d'America, opposto all'indipendentismo portoricano. Molti Estadistas ritengono che il "caso Hawaii" possa essere un modello di successo per l'annessione di Porto Rico, accusando Bad Bunny di appoggiare gli indipendisti. In passato, inoltre, Bad Bunny aveva espresso il suo sostegno ai candidati legati al Partito Indipendentista Portoricano e al Movimento Vittoria Cittadina, come Juan Dalmau per la carica di governatore e Manuel Natal Albelo per quella di sindaco di San Juan.

## Tracce
Testi e musiche di Benito Martínez, eccetto dove indicato.
1. Nuevayol – 3:03
2. Voy a llevarte pa' PR – 2:36
3. Baile inolvidable – 6:07
4. Perfumito nuevo (con RaiNao) – 3:20 (Martínez, Naomi Ramírez)
5. Weltita (con Chuwi) – 3:07 (Martínez, Wilfredo Aldarondo, Lorén Aldarondo, Wester Aldarondo)
6. Veldá (con Omar Courtz & Dei V) – 3:55 (Martínez, Joshua Medina, Dei V, David Rivera)
7. El clúb – 3:42
8. Ketu tecré – 4:10
9. Bokete – 3:35
10. Kloufrens – 3:19
11. Turista – 3:10
12. Café con Ron (con Los Pleneros de la Cresta) – 3:48
13. Pitorro de coco – 3:26
14. Lo que le pasó a Hawaii – 3:49
15. Eoo – 3:24
16. DTMF – 3:57
17. La mudanza – 3:33

## Formazione
Musicisti
- Bad Bunny – voce
- RaiNao – voce aggiuntiva (4)
- Omar Courtz – voce aggiuntiva (6)
- Dei V – voce aggiuntiva (6)
- Elliott Romero – coro (1)
- Paquito Guzman – coro (1)
- Krystal Santana – coro (3, 17)
- Eyeri Yrady – coro (17)
- Luis Figueroa – coro (17)
- Rylee López – coro (17)
- Ronyel Cruz – maracas (3, 17)
- Darnell García – trombone (3, 17)
- Oscar Oller – trombone (3, 17)
- Luis Figueroa – tromba (3)
- Roig Berríos – tromba (3, 17)
- Ádrian Lopez – conga (5)
- Tyler Spry – basso elettrico (7), tastiera (10, 16)
- Jonathan "Yoni" Asperil – chitarra acustica (11)
- Luis Amed Irizarry – pianoforte (track 14)

Produzione
- Colin Leonard – mastering
- Josh Gudwin – missaggio (1-4, 6-17)
- Fab Dupont – missaggio (5)
- Antonio Caraballo – ingegneria del suono (3, 12)
- Eduardo Cabra – ingegneria del suono (5)
- Sebastian Otero – ingegneria del suono (5)
- Luis Amed Irizarry – ingegneria del suono (14)
- Tyler Spry – ingegneria (10), ingegneria aggiuntiva (8, 16), programmazione (8, 10, 16)

## Successo commerciale
Negli Stati Uniti, Debí tirar más fotos ha debuttato alla seconda posizione della Billboard 200 nella settimana di pubblicazione del 18 gennaio 2025, con 122 000 unità equivalenti ad album (delle quali 8 000 derivanti da vendite fisiche), diventando il settimo album di Bad Bunny a fare ingresso direttamente nella top 10 della classifica e il primo da YHLQMDLG a non debuttare in vetta alla classifica. Il mancato debutto alla prima posizione è stato attribuito alla pubblicazione dell'album avvenuta di domenica, invece che di venerdì come da standard dell'industria musicale, e quindi ai soli cinque giorni di tracciamento delle vendite disponibili. La settimana successiva, infatti, l'album è asceso alla prima posizione della classifica album statunitense, collezionando 203 500 unità equivalenti aggiuntive, delle quali 7 500 derivanti dalle vendite fisiche, diventando il quarto album numero uno del rapper. Inoltre, Debí tirar más fotos è diventato il sesto album in lingua spagnola, e il ventottesimo non in lingua inglese, a raggiungere la prima posizione della Billboard 200.
Tutte le 17 tracce dell'album hanno fatto ingresso nella classifica singoli statunitense, la Billboard Hot 100, facendo divenire Bad Bunny il primo artista latino a ottenere più di 100 ingressi nella classifica e l'undicesimo artista in generale per numero di ingressi nella classifica. In particolare, il brano DTMF ha raggiunto la seconda posizione della Billboard Hot 100, diventando il brano da solista del rapper con il più alto posizionamento in classifica, secondo solo a I Like It della rapper Cardi B, al quale Bad Bunny ha contribuito vocalmente, che aveva raggiunto la prima posizione della classifica nel 2018.
Nel resto del mondo, Debí tirar más fotos ha ottenuto da subito un ampio successo commerciale. In Spagna, l'album è diventato il sesto consecutivo del rapper a debuttare direttamente alla prima posizione della classifica. Anche nei Paesi Bassi il progetto ha debuttato alla prima posizione della classifica, diventando il primo album numero uno dell'artista e il 1000° a ottenere tale risultato. Nella Schweizer Hitparade svizzera, Debí tirar más fotos è stato il secondo album consecutivo di Bad Bunny a debuttare in vetta alla classifica dopo Nadie sabe lo que va a pasar mañana. In Italia l'album è diventato il primo dell'artista a raggiungere la vetta della classifica album nazionale.

## Classifiche
| Classifica (2025) | Posizione massima |
| ----------------- | ----------------- |
| Australia         | 16                |
| Austria           | 3                 |
| Belgio (Fiandre)  | 2                 |
| Belgio (Vallonia) | 1                 |
| Canada            | 2                 |
| Danimarca         | 7                 |
| Finlandia         | 17                |
| Francia           | 1                 |
| Germania          | 3                 |
| Irlanda           | 7                 |
| Islanda           | 7                 |
| Italia            | 1                 |
| Lituania          | 6                 |
| Norvegia          | 4                 |
| Nuova Zelanda     | 16                |
| Paesi Bassi       | 1                 |
| Polonia           | 2                 |
| Portogallo        | 1                 |
| Regno Unito       | 13                |
| Spagna            | 1                 |
| Stati Uniti       | 1                 |
| Svezia            | 4                 |
| Svizzera          | 1                 |
| Ungheria          | 2                 |